# Wielka piątka
Wielka piątka (ang. Big Five) – pięcioczynnikowy model osobowości (w skrócie PMO) autorstwa Paula Costy i Roberta R. McCrae.

## Opis modelu
Model obejmuje czynniki osobowości: neurotyczność, ekstrawersję, otwartość na doświadczenie, ugodowość i sumienność:
- neurotyczność (vs stałość emocjonalna) – odzwierciedlającą przystosowanie emocjonalne versus emocjonalne niezrównoważenie; skłonność do przeżywania negatywnych emocji (strachu, zmieszania, gniewu, poczucia winy) oraz podatność na stres psychologiczny,
- ekstrawersja (vs introwersja) – która odnosi się do jakości i ilości interakcji społecznych oraz poziomu aktywności, energii, a także zdolności do doświadczania pozytywnych emocji,
- otwartość na doświadczenie – wskazującą na tendencję do pozytywnego wartościowania doświadczeń życiowych, tolerancję na nowość i ciekawość poznawczą,
- ugodowość (vs antagonizm) – opisującą nastawienie do innych ludzi (pozytywne versus negatywne) przejawiające się w altruizmie versus antagonizmie,
- sumienność (vs nieukierunkowanie) – która oddaje stopień zorganizowania, wytrwałości i motywacji jednostki w działaniach zorientowanych na cel.

Zakłada się, że wyróżnione czynniki:
- istnieją realnie (i jako takie mają znaczenie w przystosowaniu jednostki do środowiska, np. sumienność jest jednym z wyznaczników jakości wykonywanej pracy zawodowej oraz osiągnięć akademickich, a także wiąże się z satysfakcją życiową),
- są niezmienne,
- są uniwersalne (tj. niezależne od rasy, płci czy kultury),
- są biologicznie uwarunkowane (charakteryzuje je wysoki stopień odziedziczalności).

## Kwestionariusze osobowości
- NEO-PI-R składa się z trzydziestu skal, z których po sześć przypada na każdy z pięciu czynników, dzięki czemu osobowość może być opisania tak na poziomie czynników pierwszego rzędu (odpowiednik 30 skal), jak i czynników drugiego rzędu, co odpowiada z kolei „wielkiej piątce” czynników oznaczanych skrótowcami utworzonymi od pierwszych liter angielskich nazw czynników: openness (to experience), conscientiousness, extraversion, agreeableness i neuroticism, z czego najpopularniejsze to OCEAN, NEOAC czy CANOE.

Struktura czynnikowa kwestionariusza wygląda zatem następująco:
| neurotyczność     | ekstrawersja            | otwartość na doświadczenie | ugodowość                    | sumienność            |
| ----------------- | ----------------------- | -------------------------- | ---------------------------- | --------------------- |
| lęk               | towarzyskość            | wyobraźnia                 | zaufanie                     | kompetencje           |
| agresywna wrogość | serdeczność             | estetyka                   | prostolinijność              | skłonność do porządku |
| depresja          | asertywność             | uczucia                    | altruizm                     | obowiązkowość         |
| impulsywność      | aktywność               | działanie                  | ustępliwość                  | dążenie do osiągnięć  |
| nadwrażliwość     | poszukiwanie doznań     | idee                       | skromność                    | samodyscyplina        |
| nieśmiałość       | emocjonalność pozytywna | wartości                   | skłonność do rozczulania się | rozwaga               |

Kwestionariusz NEO-PI-R, choć precyzyjny, jest niezwykle czasochłonny (składa się bowiem z 240 pozycji), toteż w 1989 roku autorzy opracowali jego skróconą wersję, tj.
- NEO-FFI (NEO-Five Factor Inventory) składającą się z 60 pozycji (tj. po 12 pozycji na skalę).
- Kwestionariusz PERSO.IN® składa się z 150 pozycji. Wyniki prezentowane są w pięciu obszarach. Są to: people – ugodowość, experiences – otwartość na doświadczenia, responsibilities – sumienność, stimulators – ekstrawersja oraz obstacles – neurotyczność. Poza skalami głównymi składa się z 30 składowych, które pozwalają na bardziej szczegółowy opis osobowości. Wypełnienie kwestionariusza zajmuje około 20 minut, odbywa się online i jest płatne.
- Master™ – EASI to test typologiczny oparty na czterech czynnikach z Pięcioczynnikowego Modelu Osobowości – Wielkiej Piątki, które podzielone są na dwie osie orientacyjne: osoba vs. zadanie; kontrola vs. uczestnictwo. EASI bada zachowania i motywacje, klasyfikuje ludzi na cztery podstawowe typy na podstawie wyników testów: Entuzjasta, Analityk, Wspierający, Realizator. Test EASI posiada wysoką Trafność i Rzetelność w skali Alfa Cronbacha.

## Zróżnicowanie geograficzne
Liczne badania wskazują na istnienie statystycznie mierzalnego geograficznego zróżnicowania wielkiej piątki czynników osobowości. Poniższa tabela podsumowuje wyniki badań przeprowadzonych w oparciu o kwestionariusz do diagnozy cech osobowości NEO-PI-R w wybranych krajach.
| Kraj (kultura)   | Neurotyczność | Ekstrawersja | Otwartość | Ugodowość | Sumienność |
| ---------------- | ------------- | ------------ | --------- | --------- | ---------- |
| Polska           | 58,0          | 47,2         | 46,5      | 45,3      | 46,8       |
| Argentyna        | 56,2          | 52,6         | 52,3      | 42,4      | 42,0       |
| Australia        | 40,2          | 58,1         | 50,5      | 54,1      | 49,7       |
| Belgia           | 48,9          | 48,4         | 52,4      | 49,9      | 55,4       |
| Brazylia         | 47,5          | 56,7         | 55,1      | 53,0      | 48,2       |
| Burkina Faso     | 38,6          | 54,2         | 51,6      | 59,9      | 58,6       |
| Kanada           | 41,1          | 52,2         | 55,1      | 58,6      | 52,7       |
| Chile            | 56,9          | 43,2         | 42,6      | 48,9      | 38,4       |
| Chiny            | 43,1          | 41,6         | 43,5      | 51,1      | 51,0       |
| Chorwacja        | 55,1          | 47,5         | 43,9      | 47,5      | 40,8       |
| Czechy           | 54,6          | 44,3         | 46,2      | 45,2      | 49,2       |
| Dania            | 46,5          | 46,6         | 46,2      | 47,6      | 55,5       |
| Estonia          | 51,0          | 38,1         | 43,3      | 45,3      | 55,9       |
| Francja          | 54,6          | 46,9         | 51,5      | 46,9      | 50,0       |
| Niemcy           | 50,9          | 44,7         | 43,7      | 45,8      | 59,5       |
| Węgry            | 57,3          | 42,0         | 46,4      | 46,0      | 45,9       |
| Indie            | 43,6          | 55,5         | 59,5      | 59,3      | 55,1       |
| Indonezja        | 60,6          | 41,3         | 44,1      | 52,6      | 34,3       |
| Włochy           | 51,3          | 55,2         | 54,4      | 50,8      | 44,0       |
| Japonia          | 57,5          | 39,5         | 40,8      | 53,5      | 53,7       |
| Portugalia       | 49,6          | 52,6         | 47,1      | 55,5      | 46,2       |
| Rosja            | 45,2          | 56,6         | 61,6      | 56,5      | 45,9       |
| Słowacja         | 54,9          | 47,3         | 45,6      | 55,6      | 48,2       |
| Słowenia         | 54,7          | 41,4         | 44,2      | 46,9      | 55,6       |
| Korea Południowa | 49,4          | 49,2         | 49,2      | 55,7      | 51,6       |
| Hiszpania        | 45,5          | 57,8         | 50,8      | 50,2      | 41,9       |
| Szwecja          | 44,7          | 43,7         | 47,2      | 54,0      | 41,9       |
| Turcja           | 58,2          | 45,9         | 42,3      | 50,6      | 41,6       |
| USA              | 51,6          | 52,9         | 51,0      | 42,5      | 48,6       |